# Kenzo Nakamura
Kenzo Nakamura, född den 18 oktober 1973 i Fukuoka, Japan, är en japansk judoutövare.
Han tog OS-guld i herrarnas lättvikt i samband med de olympiska judotävlingarna 1996 i Atlanta.